# Angoda
Angoda  è una città e sottoprefettura della Costa d'Avorio appartenente al dipartimento di Toumodi. Conta una popolazione di 14 272 abitanti (censimento 2014).